# Loboptila leurodes
Loboptila leurodes är en fjärilsart som beskrevs av Turner 1919. Loboptila leurodes ingår i släktet Loboptila och familjen plattmalar. Inga underarter finns listade i Catalogue of Life.